# Etienne De Wilde
Pour les articles homonymes, voir De Wilde.
Etienne De Wilde est un coureur cycliste sur route et sur piste belge, né le 23 mars 1958 à Wetteren. Il est notamment double champion du monde sur piste et vice-champion olympique de course à l'américaine (en 2000).

## Biographie
Très bon sprinteur et bon coureur de classiques. Etienne De Wilde a eu une carrière longue de 21 années professionnelles, jalonnée par plus de 50 victoires sur les six jours dont il était le grand spécialiste. Il se bâtit également un beau palmarès sur route avec plus de 50 victoires dont 2 étapes du Tour de France...  
En février 1995, il obtient la médaille de bronze du championnat d'Europe de l'américaine à Manchester avec Laurenzo Lapage.

## Palmarès sur route

### Palmarès amateur
- 1974
  - 3e du championnat de Belgique sur route débutants
- 1978
  - Bruxelles-Opwijk
  - Seraing-Aix-Seraing
  - Grand Prix François-Faber
- 1979
  - Bruxelles-Opwijk
  - 4ea étape de l'Étoile du Sud
  - Circuit du Hainaut
  - Tour de Namur :
    - Classement général
    - 2e et 4e étapes

  - 2e de la Course des chats
  - 2e de l'Étoile du Sud
  - 3e du championnat de Belgique sur route amateurs

### Palmarès professionnel
| - 1979 - 5e du Tour de Lombardie - 1980 - 12e étape du Tour d'Espagne - Grand Prix d'Isbergues - 3e du Circuit des frontières - 5e de Blois-Chaville - 1981 - 1rea étape des Trois Jours de La Panne - Circuit du Brabant occidental - 2e du Circuit de la région linière - 8e de Milan-San Remo - 1982 - Grand Prix de Waregem - 2e étape des Quatre Jours de Dunkerque - 3e étape du Tour de l'Oise - Flèche Picarde - Oost-Vlaamse Sluitingsprijs - 2e du Tour du Hainaut occidental - 3e du Tour de l'Oise - 1983 - À travers les Flandres - 3e étape du Tour de l'Oise - Grand Prix de la ville de Saint-Nicolas - Flèche picarde - 2e des Trois Jours de La Panne - 2e du Dwars door 't Pajottenland - 3e du Tour de l'Oise - 5e du Circuit Het Volk - 5e de Gand-Wevelgem - 5e de l'Amstel Gold Race - 1984 - Circuit des frontières - 3e du Grand Prix Raymond Impanis - 7e de Blois-Chaville - 8e de Paris-Bruxelles - 1985 - 1re étape de la Semaine catalane - 3e du Tour du Danemark - 3e du Grand Prix d'Isbergues - 9e du Circuit Het Volk - 10e de Milan-San Remo - 1986 - 2e étape du Tour de l'Aude - 3e du championnat de Belgique sur route - 3e de l'Oost-Vlaamse Sluitingsprijs - 9e des Quatre Jours de Dunkerque - 1987 - Nokere Koerse - Grand Prix de l'Escaut - 2ea étape du Tour de l'Oise - Boucles parisiennes - Grand Prix Beeckman-De Caluwé - 2e de Gand-Wevelgem - 3e du Grand Prix Marcel Kint - 10e de Paris-Bruxelles - 1988 - Champion de Belgique sur route - 2e étape du Tour méditerranéen - Grand Prix Wielerrevue - 4e étape de Paris-Nice - 1rea étape des Trois Jours de La Panne - Prologue du Tour de Belgique - 3e du Tour du Haut-Var | - 1989 - Étoile de Bessèges : - Classement général - 1re, 3e et 4e étapes - 3ea, 3eb et 6e étapes du Tour méditerranéen - Circuit Het Volk - 1re et 2e étapes de Paris-Nice - 4e étape du Tour d'Armorique - 7e étape du Tour de France - Championnat des Flandres - 2e de la Flèche hesbignonne - 2e du Grand Prix Raymond Impanis - 4e de la Wincanton Classic - 10e de Milan-San Remo - 1990 - Grand Prix d'ouverture La Marseillaise - 3e étape du Tour méditerranéen - 1re étape de Paris-Nice - 2ea étape du Tour de l'Oise (contre-la-montre par équipes) - 1re étape du Tour de Belgique - Circuit des frontières - 2e de À travers le Morbihan - 3e du Circuit Het Volk - 3e du Grand Prix Beeckman-De Caluwé - 1991 - Grand Prix Wielerrevue - 3e étape du Tour de France - 2e du Tour du Haut-Var - 2e du Grand Prix du canton d'Argovie - 1992 - 2e du Grand Prix Wieler Revue - 6e de Paris-Roubaix - 8e de Milan-San Remo - 1994 - Circuit du Houtland - Coca-Cola Trophy - 1995 - 2e de la Puivelde Koerse - 1997 - Coca-Cola Trophy - 1998 - Grote Prijs Dr. Eugeen Roggeman - Circuit du Houtland - 1999 - Grand Prix de la ville de Zottegem - Circuit du Houtland - 2e du Grand Prix de la ville de Saint-Nicolas |  |

### Résultats sur les grands tours

#### Tour de France
8 participations
- 1982 : abandon (16e étape)
- 1983 : abandon (16e étape)
- 1984 : abandon (10e étape)
- 1988 : 103e
- 1989 : 101e, vainqueur de la 7e étape
- 1990 : non-partant (6e étape)
- 1991 : 125e, vainqueur de la 3e étape
- 1992 : 120e

#### Tour d'Espagne
1 participation
- 1980 : 45e, vainqueur de la 12e étape

## Palmarès sur piste

### Jeux olympiques
- Atlanta 1996
  - 24e de la course aux points
- Sydney 2000
  -  Médaillé d'argent de l'américaine (avec Matthew Gilmore)

### Championnats du monde
- Bassano del Grappa 1985
  - 10e de la course aux points
- Stuttgart 1991
  - 4e de la course aux points
- Hamar 1993
  -  Champion du monde de la course aux points
- Bordeaux 1998
  -  Champion du monde de l'américaine (avec Matthew Gilmore)
- Berlin 1999
  - 5e de l'américaine
- Manchester 2000
  - 9e de l'américaine

### Coupe du monde
- 1995
  - 1er de l'américaine à Athènes (avec Lorenzo Lapage)
- 1998
  - 2e de l'américaine à Berlin
  - 2e de l'américaine à Hyères
- 1999
  - 3e de l'américaine à Fiorenzuola d'Arda
- 2000
  - 3e de l'américaine à Turin

### Six jours
- Six jours de Gand : 1983, 1985 (avec René Pijnen), 1987 (avec Danny Clark), 1989 (avec Stan Tourné), 1991  (avec Tony Doyle), 1992  (avec Jens Veggerby), 1994  (avec Danny Clark), 1995  (avec Andreas Kappes) et 1997  (avec Matthew Gilmore)
- Six jours de Paris : 1985 (avec Stan Tourné), 1989  (avec Charly Mottet)
- Six jours d'Anvers : 1987 (avec Danny Clark), 1988  (avec Stan Tourné), 1990 (avec Eric Vanderaerden), 1991  (avec Rudy Dhaenens), 1993  (avec Konstantin Khrabvzov) et 1994 (avec Jens Veggerby)
- Six jours de Cologne : 1988 (avec Stan Tourné), 1990, 1991, 1996 (avec Andreas Kappes) et 1997  (avec Olaf Ludwig)
- Six jours de Dortmund : 1989 (avec Andreas Kappes)
- Six jours de Munich : 1989  (avec Andreas Kappes) et 1995 (avec Erik Zabel)
- Six jours de Bordeaux : 1990 (avec Gilbert Duclos-Lassalle) et 1995 (avec Frédéric Magné)
- Six jours de Stuttgart : 1990 (avec Volker Diehl), 1991, 1993 (avec Andreas Kappes), 1994  (avec Jens Veggerby) et 1995  (avec Danny Clark)
- Six jours de Brême : 1991 et 1992 (avec Andreas Kappes)
- Six jours de Leipzig : 1998 (avec Andreas Kappes)
- Six jours de Milan : 1998  (avec Silvio Martinello)
- Six jours de Berlin : 1999  (avec Andreas Kappes)

### Championnats d'Europe
- 1987
  -  Médaillé d'argent de l'américaine
- 1989
  -  Champion d'Europe de l'omnium endurance
- 1995
  -  Médaillé de bronze de l'américaine
- 1997
  -  Médaillé de bronze de l'américaine
- 2000
  -  Champion d'Europe de l'américaine (avec Matthew Gilmore)
- 2001
  -  Champion d'Europe de l'américaine (avec Matthew Gilmore)

### Championnats de Belgique
- Champion de Belgique de l'omnium : 1986 et 1988